# Ackerbürgerhof Halle (Saale)
Der Ackerbürgerhof in Halle (Saale) ist ein historisches Kulturdenkmal in der Altstadt (Große Klausstraße 15). Er zählt zu den ältesten Bürgerhäusern der Stadt. Im Denkmalverzeichnis der Stadt Halle ist das Gebäude unter der Erfassungsnummer 094 11584 als Baudenkmal verzeichnet.

## Standort
Errichtet wurde der Hof an einer bedeutenden mittelalterlichen Handelsroute, die über die Hohe Brücke und durch das Klaustor zum Marktplatz von Halle an der Saale führte. Heute steht das Gebäude inmitten des Plattenbauwohngebietes im Domviertel an der Ecke der Großen Klausstraße zur Flutgasse nahe der Neuen Residenz und dem Domplatz.

## Geschichte
Als Ursprung des Ackerbürgerhofs gilt ein Wohnturm, der in der Nähe des Klaustors stand und zu einem ritterlichen Anwesen gehörte. Ursprünglich als befestigter, romanischer Wohnturm errichtet, erfuhr der Ackerbürgerhof im Laufe der Jahrhunderte zahlreiche Um- und Ausbauten. Heute beherbergt der Ackerbürgerhof sowohl Wohn- als auch Büroräume. Trotz der an die heutige Zeit angepassten Nutzung bleibt das historische Ambiente erhalten.

## Architektur
Der Vierseithof vereint Bauelemente aus der Romanik, der Gotik und aus dem Barock. Aufgrund des erhaltenen Kellers und des Erdgeschosses an der Südwestecke der Anlage kann der Wohnturm auf die zweite Hälfte des 12. Jahrhunderts datiert werden. Er ist heute integraler Bestandteil des Gebäudes. Sein Grundriss ist annähernd quadratisch mit Seitenlängen von etwa acht Metern. Die Kämpfer der Mittelpfeiler des Kreuzgratgewölbes sind profiliert. Derartige Wohntürme wurden an verschiedenen Stellen der Altstadt nachgewiesen, sind aber in den meisten Fällen nur als Keller erhalten. Die Obergeschosse des Turmes sind nicht erhalten. Um 1500 wurde das Anwesen erweitert. Aus dieser Zeit stammen spätgotische Maßwerkfenster und ein Saal im Obergeschoss. Die wesentlichste Veränderung erfolgt aber mit einem barocken Umbau, bei dem auch Erweiterungsbauten entstanden. Dieser prägt das heutige Aussehen.
Die Architektur des Gebäudes reflektiert die unterschiedlichen Epochen und Nutzungen, die es im Laufe der Jahrhunderte durchlaufen hat. Errichtet ist der Bau über einem L-förmigem Grundriss mit integriertem Wohnturm. Der Bau selbst hat zwei Geschosse und ein ausgebautes Dachgeschoss mit Dachgauben aus unterschiedlichen Bauepochen. Die Fassade ist verputzt, das Dach hat eine Biberschwanzdoppeldeckung. Die Fenster zeigen noch ihre spätgotischen Fenstergewände, das Portal stammt aus der Zeit des Barock. Bei der Sanierung in den 1990er Jahren wurde der Innenhof mit einer Glaskuppel überbaut.
Im Inneren sind barocke Stuckdecken der Zeit um 1660 mit allegorischen Darstellungen der zu dieser Zeit entdeckten vier Kontinente und der vier Jahreszeiten vorhanden.